# 首都圈西部大学单位互换协定会
首都圈西部大学单位互换协定会（日语：／）是日本东京首都圈缔结相互单位互换制度，制度化运营的组织名称。现任会长校是国士馆大学。

## 合作大學

### 大學
- 櫻美林大學
- 鐮倉女子大學
- 北里大學
- 國學院大學
- 國士館大學
- 相模女子大學
- 松蔭大學
- 高千穂大學
- 玉川大學
- 田園調布學園大學

### 短期大學
- 相模女子大學短期大學部